# سيتف بوردي
سيتف بوردي (5 فبراير 1985 ببيكرسفيلد في الولايات المتحدة - ) هو لاعب كرة قدم سلفادوري وأمريكي في مركز الدفاع. شارك مع منتخب الولايات المتحدة تحت 17 سنة لكرة القدم ومنتخب الولايات المتحدة تحت 20 سنة لكرة القدم ومنتخب الولايات المتحدة تحت 23 سنة لكرة القدم ومنتخب السلفادور لكرة القدم. أما مع النوادي، فقد لعب مع ميونخ 1860 ونادي دالاس ونادي شيفاز يو إس أي وبورتلاند تمبرز وPortland Timbers (2001–2010) ‏ وSan Francisco Seals (soccer) ‏ وOrange County SC ‏.

## وصلات خارجية
- سيتف بوردي على موقع الاتحاد الدولي (مؤرشف)  (الإنجليزية)
- سيتف بوردي على موقع الدوري الأمريكي (الإنجليزية)
- سيتف بوردي على موقع قاعدة بيانات كرة القدم.إي يو (الإنجليزية)
- سيتف بوردي على موقع ناشيونال فوتبول تيمز (الإنجليزية)
- سيتف بوردي على موقع Soccerbase.com (لاعب) (الإنجليزية)
- سيتف بوردي على موقع Soccerway.com (الإنجليزية)
- سيتف بوردي على موقع عالم كرة القدم.نت (الإنجليزية)